# Maltot
Maltot és un municipi francès situat al departament de Calvados i a la regió de Normandia. L'any 2007 tenia 781 habitants.

## Demografia

### Població
El 2007 la població de fet de Maltot era de 781 persones. Hi havia 266 famílies de les quals 43 eren unipersonals (12 homes vivint sols i 31 dones vivint soles), 86 parelles sense fills, 121 parelles amb fills i 16 famílies monoparentals amb fills.
La població ha evolucionat segons el següent gràfic:
Habitants censats

### Habitatges
El 2007 hi havia 285 habitatges, 266 eren l'habitatge principal de la família, 3 eren segones residències i 17 estaven desocupats. 248 eren cases i 37 eren apartaments. Dels 266 habitatges principals, 195 estaven ocupats pels seus propietaris, 69 estaven llogats i ocupats pels llogaters i 2 estaven cedits a títol gratuït; 8 tenien una cambra, 12 en tenien dues, 27 en tenien tres, 50 en tenien quatre i 169 en tenien cinc o més. 241 habitatges disposaven pel capbaix d'una plaça de pàrquing. A 80 habitatges hi havia un automòbil i a 176 n'hi havia dos o més.

### Piràmide de població
La piràmide de població per edats i sexe el 2009 era:
| Homes | Edats   | Dones |
| ----- | ------- | ----- |
| 0     | 95 o +  | 0     |
| 0     | 90 a 94 | 0     |
| 0     | 85 a 89 | 0     |
| 0     | 80 a 84 | 4     |
| 4     | 75 a 79 | 4     |
| 8     | 70 a 74 | 4     |
| 4     | 65 a 69 | 8     |
| 20    | 60 a 64 | 4     |
| 28    | 55 a 59 | 24    |
| 24    | 50 a 54 | 24    |
| 64    | 45 a 49 | 52    |
| 8     | 40 a 44 | 20    |
| 12    | 35 a 39 | 8     |
| 16    | 30 a 34 | 20    |
| 28    | 25 a 29 | 16    |
| 20    | 20 a 24 | 20    |
| 24    | 15 a 19 | 32    |
| 16    | 10 a 14 | 12    |
| 24    | 5 a 9   | 12    |
| 8     | 0 a 4   | 16    |

## Economia
El 2007 la població en edat de treballar era de 563 persones, 411 eren actives i 152 eren inactives. De les 411 persones actives 394 estaven ocupades (205 homes i 189 dones) i 18 estaven aturades (4 homes i 14 dones). De les 152 persones inactives 44 estaven jubilades, 90 estaven estudiant i 18 estaven classificades com a «altres inactius».

### Ingressos
El 2009 a Maltot hi havia 275 unitats fiscals que integraven 759,5 persones, la mediana anual d'ingressos fiscals per persona era de 21.621 €.

### Activitats econòmiques
Dels 16 establiments que hi havia el 2007, 2 eren d'empreses de construcció, 4 d'empreses de comerç i reparació d'automòbils, 2 d'empreses d'hostatgeria i restauració, 1 d'una empresa d'informació i comunicació, 1 d'una empresa financera, 1 d'una empresa immobiliària, 4 d'empreses de serveis i 1 d'una empresa classificada com a «altres activitats de serveis».
Dels 5 establiments de servei als particulars que hi havia el 2009, 1 era un paleta, 1 fusteria, 1 electricista, 1 perruqueria i 1 restaurant.
L'any 2000 a Maltot hi havia 7 explotacions agrícoles.

## Equipaments sanitaris i escolars
L'únic equipament sanitari que hi havia el 2009 era un psiquiàtric.

## Poblacions més properes
El següent diagrama mostra les poblacions més properes.